# 約克夏㹴
約克夏㹴，為㹴犬類體型最小的品種之一，起源於19世紀的英格蘭約克郡。約克夏犬是頑皮且精力充沛的狗，獨處時經常表現出分離焦慮，因此一些主人會選擇同時飼養兩隻。

## 簡介
約克夏㹴身材矮小，體形僅次於吉娃娃小型犬，在犬界的地位十分鞏固。約克夏的頭部經常用絲帶裝飾，全身披滿絲狀長毛，並擁有㹴類調皮的性格。擁有“上流貴婦人香閨”般的魅力。快樂、活潑，骨骼和力量不大，外表不顯土氣和粗糙。腿不太短也不算過長，站立時如機警的獵人，控制範圍大。
約克夏曾被用來驅鼠，為健康有生氣的犬種，對比自己大的犬種，不膽怯，可作優良的看家犬和家庭犬。

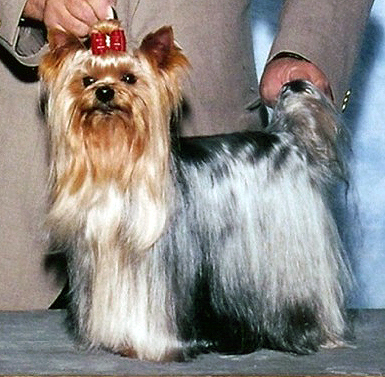
A Yorkshire Terrier that is an American Champion

約克夏梗在展台上永遠興奮站著，格外引人注目。

## 外觀
- 約克夏的耳朵是直立的，有著一個平坦的背部，而尾部則在中間位置斷尾。其以一身像幼絲一樣的披毛為特徵。
- 頭部：小而平坦，鼻口部不長。
- 身體：體格堅挺，勻稱，骨骼不肥大，背部平直。
- 四肢：直且被豐厚的毛蓋著。
- 足部：足不圓，爪為黑色。
- 鼻子：黑色。
- 耳：耳朵小，呈v 字形，耳根相當高，為直立耳。兩耳間距不大。
- 尾：中間部分斷尾，被長毛覆蓋著，保持比背部低的狀態，尾跟高。
- 眼：大小中等， 呈暗色，表情聰明，機敏。
- 被毛：長且非常細，有光澤的絲狀直毛，全身都是暗色，暗藍灰色的身體與尾巴，其他部位為黃褐色。
- 約克夏更為保持美觀，應經常整理梳洗被毛，反之被毛糾成一團，損壞此犬的美麗外觀。
- 體重：3公斤以下
- 尾巴：通常剪短。中等長度，毛多。
- 顏色為藍色，但與軀體其它部分的相比，偏黑，這在尾端更為明顯。
- 尾巴舉起時比背線略高。尾巴未剪短，毛多、尾端的毛髮顏色要比其它部位顏色更暗。
- 舉起時略高於背。盡可能地直。長度使得外觀非常勻稱。

## 性格
約克夏是一種很吸引人的玩具型犬種。迷人又聰明，個子雖小，卻是勇敢、忠誠又富感情的犬隻。
生氣勃勃，衝動，勇敢，但是固執已見。友善，倔強，好動，動作敏捷且輕快，對主人熱情、忠心，對於陌生人則退避三舍。
它很容易和家裡的成員相處，包括貓和其他犬隻。不過很會黏人，所以在介紹其他新來的動物時，需避免牠吃醋。由於個子太小，與小孩相處時，需避免小孩摔傷了。喜歡從高處跳下來，你必須提防點。隨時注意你的腳跟，尤其是關門和開門的時候，得確定它是否已經跟了進來。
喜歡和小孩玩耍，更喜歡睡在主人的大腿上。有捕鼠習慣，被毛不易梳理，適於公寓生活，是很好的玩賞犬。不必戶外牽遛，短距離運動即可；定期清潔牙齒、眼睛和外耳道；刷毛和乾洗是每日必須的，保持毛髮貼地即可。
頭部毛要紮起；避免吃硬食或啃咬堅硬物品，因為易掉牙。該犬仍保存著梗犬類的本性，喜歡走路散步，也喜歡在自家的庭院裡跑步。若有足夠的空間讓它活動筋骨，雖只是小小的公寓，只要放些玩具給它，也能讓它心胸活躍且快樂。自認為是隻大型狗，對於自己領域的保護是很堅決的。聽覺靈敏，只要有一點點異聲，馬上會警告主人。若鄰居不會抗議它的叫聲，它將會是只很理想的寵物犬。具有支配性，會毫不猶豫地攻擊其它的犬，即便是比自己體型大的犬，它也不會現出膽怯。飲食奢侈，和愛動的孩子相處得不是非常好。需要很嚴格的培訓，才可以控制它。可以作優良的看家犬以及家庭犬。
機警、聰明的玩具類梗犬，勇敢、性情平穩。

### 毛髮
約克夏的毛屬長毛，其毛質、質感、色澤和濃度都最重要。由於披毛很長，容易糾成一團，所以需要經常梳理，以維繫狗隻的美麗外觀。
剛出生的約克夏全身的毛色都是黑色和棕啡色的，但隨著狗隻的成長，毛色也會有不同的變化。有些會變成金棕色，也有些會變成深銀藍色、古銅色、鐵青色、混合黑色和棕啡色不等。

### 身高和體重
約克夏屬小型犬，其體重仍未能完全穩定下來。不過狗隻一般的身高都是８英吋左右，體重則為三公斤以下。

## 歷史
約克夏是以工作犬的身份在1861年的英國初次出現，當時已有约克夏的捕鼠比賽供人們消遣娛樂。據說18世纪末期的時候，由於礦場鼠患嚴重，礦工們便雜交出約克夏捕鼠。不過因為不願把配種成功的秘密洩露給以賺錢為目的的人，所以並無留下任何配種記錄。
- 1861年 - 初次出現於英國
- 1870年 - 更名為约克夏㹴
- 1872年 - 被承認為純種犬
- 1880年 - 引進美國配殖

### 歷史
約克夏發展的歷史不到一百年，確實的起源也無法考證。
約克夏梗因產於英國東北部約克郡而得名，故又稱約克郡梗、約瑟犬、約瑟猩。
約克夏梗身材嬌小，體形僅次於吉娃娃小型犬，被毛柔滑如絲，如少女秀發，由頭頸、軀幹傾斜而下，光彩奪目。
約克夏梗的頭部經常用絲帶裝飾，並擁有梗類調皮的性格。擁有“上流貴婦人香閨”般的魅力。
早在維多利亞女王時代，它就是種時髦的寵物，深得男女老幼的喜愛，在犬界的地位十分鞏固。
亦是目前世界上最受歡迎的品種之一。該犬因產於英國的約克夏地區而得名，有100多年的歷史。
它曾一度被數次改良，在當地是工人和農民作為捕鼠的犬種，極受重視。
初期的品種遠比現今的體型大，據說那些約克夏梗改良成功的英國北方工人，
因為不願把配種成功的秘密洩漏給那些以賺錢為目的的人，所以沒有留下任何配種紀錄。
實際上有些蘇格蘭人南下到約克夏毛織廠找工作時，隨身攜帶了斯開島梗等各種梗類犬一起前往，
後來這些梗和當地類似梗的土著犬異種交配成約克夏梗。
另外本犬也含有瑪爾濟斯、黑褐梗、曼徹斯特梗、短腳長毛梗的血液。而約克夏梗首次在狗展露面是在1861的英國。
當時被稱為“蘇格蘭梗”，在這個時候的約克夏梗並不是一種玩賞犬而是一種專門用作驅鼠的工作犬。
並且還有約克夏的捕鼠比賽，供人們消遣娛樂。 1870年才更名為約克夏梗。 1872年被承認為純種犬，爾後傳到世界各國。
到20世紀已遍及世界各地。但是當時有些約克夏梗重2.75磅，但有些卻重13磅。
直至1880年當約克夏梗引進美國配殖時，這個依然成為當時的繁殖家的重大問題。
初期的品種遠比現在的體形大，因為長期選擇小型犬配種，結果使體形逐漸小型化了。
約克夏梗現在被稱為是世界上最受人們廣泛喜愛的迷你型犬。

## 常見疾病
- 侏儒症的
- 視網膜發育不良症
- 脫臼
- 雙睫症
- 雙排牙
- 脊椎畸形
- 先天性門脈系統血管異常
- 氣管萎陷
- 倒睫

## 性情
約克夏雖然個子矮小，卻非常勇敢忠誠，自以為是大型犬，一定會堅決守住自己的地盤，加上本身具有支配性，遇見比自己大的狗隻時也不會退避三舍，所以約克夏也是一隻良好的看門犬。不過由於聽覺靈敏，警覺性又高，只要有少許聲音就會立即告訴主人，所以一般都比較愛吠，令家中變得熱鬧起來。約克夏很聰明，所以很多指令都是能做到的，只是因為他們很固執，一般都不太願意服從。牠們很愛撒嬌，也很黏人，所以主人必須隨時注意腳邊，尤其是開門和關門的時候，是最必須留意的。

## 外部連結
- 約克夏犬（Yorkshire Terrier）

1. ↑  . thekennelclub.org.uk.   [15 April 2018]. （原始内容存档于2017-08-09）.
2. ↑  "Get to Know the Yorkshire （页面存档备份，存于）", 'The American Kennel Club', retrieved 19 May 2014